# Medic
Le Medic est un paquebot-mixte britannique de la White Star Line. Construit en 1899 par les chantiers Harland & Wolff de Belfast, il est le deuxième des navires de classe Jubilee avec l'Afric, le Persic, le Runic et le Suevic. Tous cinq sont destinés à desservir la ligne de l'Australie. Cependant, le Medic est le premier à inaugurer ce service, et est alors le plus gros navire sur cet itinéraire, ce qui lui vaut un accueil triomphal à son arrivée à Sydney.
Dans les années qui suivent, le Medic connaît une carrière commerciale sans histoires, à l'exception d'un court service de transport de troupes dans le cadre de la guerre des Boers. La Première Guerre mondiale n'altère en revanche pas son service, sa grande capacité de transport de viande le rendant très utile sur la ligne australienne. Après guerre, il poursuit son activité pour la White Star. Devenu inutile, il est vendu en 1928 à une société norvégienne qui le transforme en baleinier et le renomme Hektoria.
En 1932, il reprend pavillon britannique, mais poursuit son activité de baleinier et conserve son nom. Transformé en pétrolier par le gouvernement durant la Seconde Guerre mondiale, il est torpillé et coulé par l'U-608 le 12 septembre 1942.

## Histoire

### Conception: le retour de la White Star Line en Australie

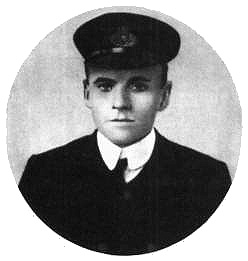
Charles Lightoller, futur officier du Titanic, sert un temps sur le Medic.

À la fin du XIXe siècle, Thomas Henry Ismay (président de la White Star Line) a, peu avant sa mort, pour projet de réimplanter la compagnie sur la ligne de l'Australie, sur laquelle elle avait balbutié dans les années 1850. Cette fois-ci, toutefois, l'entreprise compte avoir recours non plus à des clippers, mais à des navires à vapeur. C'est de cette idée que naît l'idée de la classe Jubilee (ainsi nommée en référence à son entrée en service en 1899), composée de trois, puis cinq navires construits par les chantiers Harland & Wolff de Belfast. Le premier de ces navires est l'Afric, mais il n'est pas le premier à atteindre l'Australie : envoyé en traversée inaugurale à destination de New York, il est jugé peu satisfaisant et est renvoyé aux chantiers pour rectifications.
C'est pour cela que le Medic, lancé le 15 décembre 1898, voit la fin de sa construction reportée. Il subit plusieurs modifications inspirées des améliorations faites à son jumeau, notamment avec l'installation de plus de soutes à charbon pour les longs voyages auquel il est destiné, et celle de vastes cales frigorifiques. Le 6 juillet 1899, le navire est prêt, et il entame son voyage inaugural le 3 août suivant, de Liverpool à Sydney en passant par Le Cap. Le Medic est alors le premier navire de la White Star à arriver en Australie depuis sa reprise par la famille Ismay en 1867, et le plus gros sur cette ligne. Lors de son voyage de retour, le paquebot transporte des troupes australiennes en Afrique du Sud, dans le cadre de la seconde guerre des Boers. Le Medic n'est pas réquisitionné dans le cadre de ces missions : il embarque simplement troupes et chevaux dans le cadre de son calendrier civil.
À cette époque, il a pour quatrième officier Charles Lightoller, futur officier rescapé du Titanic, qui débute alors sa carrière au sein de la White Star. En 1935, dans ses mémoires, « Titanic » and Others Ships, il raconte une arrivée du navire à Sydney : « C'était un navire qui assurait le spectacle; le plus grand qui ait jamais été là, et les Australiens nous ont offert le moment de notre vie. Pour tout et partout, ce n'était que le Medic ».

### Une carrière sans histoires terminée par un conflit
À partir de 1900, il s'engage dans une carrière sans histoires sur la ligne de l'Australie, avec ses deux, puis quatre jumeaux de classe Jubilee. Cette carrière est à peine troublée par le début de la Première Guerre mondiale. En effet, le navire poursuit son service commercial, tout en transportant de grandes quantités de viande grâce à ses vastes cales réfrigérées. Durant cette période, il transporte également des troupes australiennes destinées à servir dans la campagne de Gallipoli. Du 27 octobre 1917 au 26 mars 1919, il opère dans le cadre du Liner Requisition Scheme, sans que ses actions ne soient connues.
Il reprend alors son service avec le Persic, le Runic et le Suevic, l'Afric ayant été perdu dans le conflit. En 1920, une légère refonte réduit le nombre de passagers que le Medic peut transporter, tout en améliorant le confort offert. Avec les années, cependant, un surplus de navires commence à apparaître sur la ligne australienne. Le Persic est retiré du service en 1926. Le tour du Medic vient dès l'année suivante et le navire effectue sa dernière traversée pour la White Star Line en décembre 1927. Dès juin 1928, le navire est vendu pour 35 000 livres à A/S Hektor (N. Bugge), société norvégienne. Il est ensuite converti en baleinier, sous le nom d'Hektoria, dans des chantiers de Birkenhead avant de partir pour la Géorgie du Sud afin d'y participer à la saison de pêche.
En 1932, le navire est transféré à la société Hektoria Ltd. de Londres et retrouve pavillon britannique. Il ne change cependant pas de fonction, ni de nom. Durant la Seconde Guerre mondiale, il est en revanche réquisitionné par le ministère des Transports de guerre, qui l'utilise comme pétrolier. C'est dans ces conditions qu'il est torpillé le 12 septembre 1942, par le sous-marin U-608, alors qu'il traverse l'Atlantique au sein d'un convoi. Le naufrage fait douze victimes.

## Caractéristiques

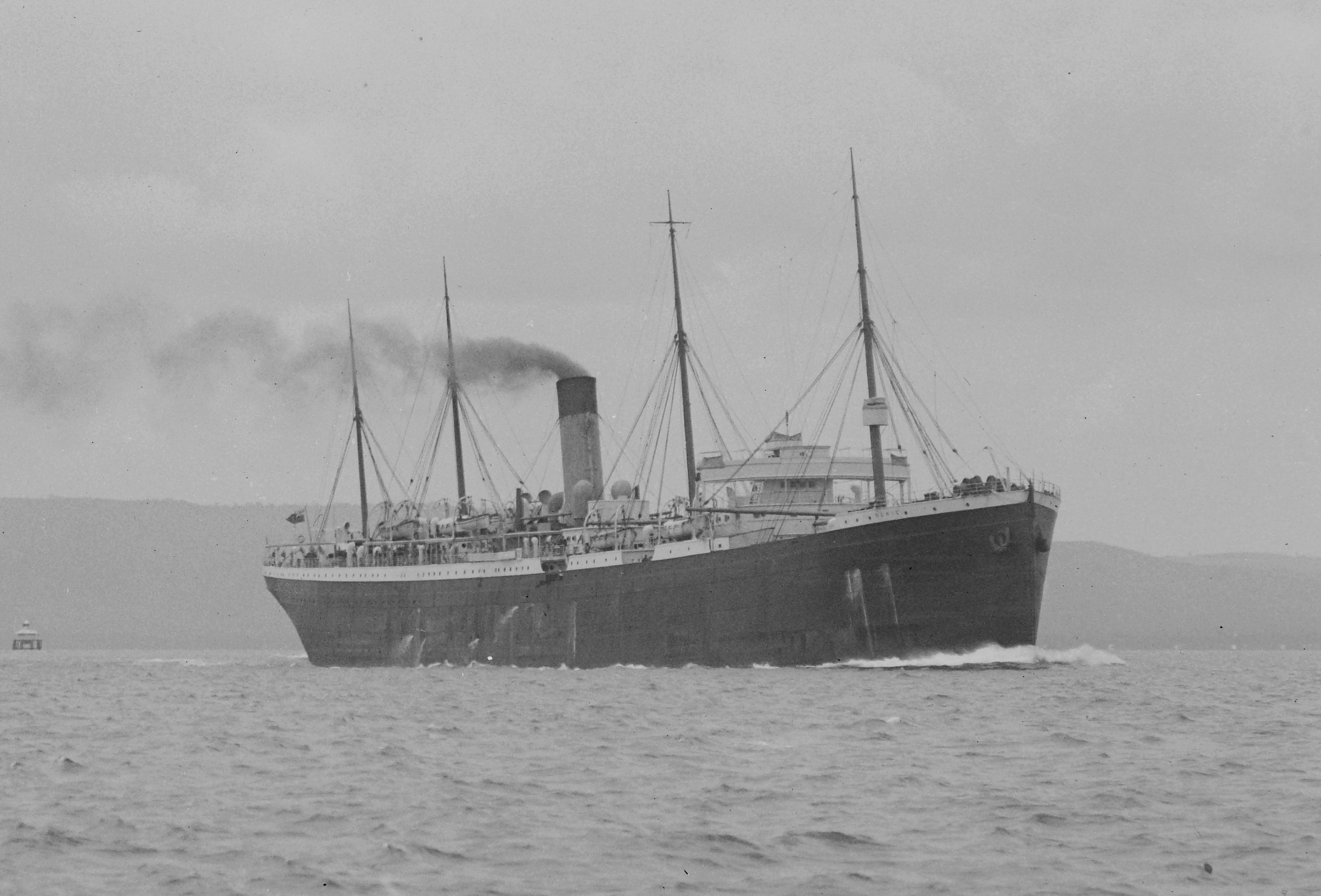
Autre navire de classe Jubilee, le Runic est légèrement plus gros que le Medic. Comme lui, il termine sa carrière employé comme baleinier.

Avec ses 11 985 tonneaux de jauge brute, le Medic est légèrement plus volumineux que les deux premiers navires de classe Jubilee, mais moins que les deux qui le suivent. Il mesure 167 mètres de long pour 19 de large, et arbore une silhouette semblable a ses jumeaux, avec une unique cheminée aux couleurs de la compagnie (jaune chamois à manchette noire) et quatre mâts servant principalement à la charge des cargaisons. Il semble que les plans d'origine aient prévu que les navires portent des voiles, finalement abandonnées.
La propulsion du Medic est assurée par deux hélices activées par des machines à quadruple expansion, permettant au navire d'atteindre 13,5 nœuds. Cette vitesse moyenne est la plus rentable sur les lignes de grande distance comme celle de l'Australie, la consommation de charbon devenant excessive lorsqu'il faut atteindre une plus grande vitesse.
Le navire peut transporter 320 à 350 passagers d'une classe intermédiaire (appelée « cabine » ou « troisième classe » selon les sources),. Les installations sont dans tous les cas supérieures à ce que proposent les troisièmes classes des transatlantiques de l'époque, avec un fumoir, une salle à manger pouvant accueillir tous les passagers en même temps (habituellement, plusieurs services doivent avoir lieu) et un salon de lecture. En 1920, pour s'adapter à la baisse de la clientèle, le nombre de passagers est réduit à 220. Le navire dispose également d'imposantes cales, notamment une installation réfrigérée pouvant accueillir 100 000 carcasses de mouton.
Lorsqu'il est transformé en baleinier, l'Hektoria voit son tonnage augmenté pour atteindre 13 834 tonneaux. Cette augmentation est due aux importantes modifications qu'il subit, notamment l'ajout d'une rampe à sa poupe pour hisser les carcasses de baleine, et l’agrandissement de ses soutes à charbon, ainsi que la création de vastes soutes destinées à recueillir l'huile de baleine.